# University of California Publications in American Archaeology and Ethnology
Die University of California Publications in American Archaeology and Ethnology (Abk. UCPAAE; Veröffentlichungen der Universität von Kalifornien zur Amerikanischen Archäologie und Ethnologie) sind eine Publikationsreihe mit insgesamt 50 erschienenen Bänden, die Beiträge zur amerikanischen Archäologie und Ethnologie enthält. Sie wurde im 20. Jahrhundert von der University of California in Berkeley veröffentlicht. Viele der Abhandlungen wurden auch einzeln gedruckt oder nachgedruckt. Der erste Band der Reihe erschien im Jahr 1903, der letzte 1964. Zahlreiche namhafte Fachvertreter aus Ethnologie, Anthropologie und Archäologie haben an der Reihe mitgewirkt.
Die Herausgeber der Bände der Reihe waren: 1-4, 6, F. W. Putnam; 5, 7-9, F. W. Putnam und A. L. Kroeber; 10-16, 20, A. L. Kroeber; 17-19, 21- A. L. Kroeber, R. H. Lowie.

## Bände
1. Life and culture of the Hupa / Pliny Earle Goddard -- Hupa texts / Pliny Earle Goddard
2. The exploration of Potter Creek Cave / William J. Sinclair -- The languages of the coast of California south of San Francisco / A.L. Kroeber -- Types of Indian Culture in California / A.L. Kroeber -- Basket Designs of the Indians of Northwest California / A.L. Kroeber -- The Yokuts Language of South Central California / A.L. Kroeber --
3. The Morphology of the Hupa Language / Pliny Earle Goddard --
4. The Earliest Historical Relations between Mexico and Japan / Zelia Nuttall -- Contributions to the Physical Anthropology of California / A. Hrdlicka -- Shoshonean Dialects of California / A.L. Kroeber -- Indian Myths of South Central California / A.L. Kroeber -- The Washo Language of East Central California / A.L. Kroeber -- The Religion of the Indians of California / A.L. Kroeber --
5. The Phonology of the Hupa Language; part 1, The Individual Sounds / Pliny Earle Goddard -- Navaho Myths, Prayers and Songs, with Texts and Translations / Washington Mathews -- Kato texts / Pliny Earle Goddard -- The Material Culture of the Klamath Lake and Modoc Indians of Northeastern California and Southern Oregon / S.A. Barrett -- The Chimariko Indians and Language / Roland B. Dixon --
6. The ethnography of the Pomo and Neighboring Indians / S.A. Barrett -- The Geography and Dialects of the Miwok Indians / S.A. Barrett -- On the evidences of the Occupation of Certain Regions by the Miwok Indians / A.L. Kroeber--
7. The Emeryville Shellmound / Max Uhle -- Recent Investigations Bearing on the Question of the Occurrence of the Neocene Man in the Auriferous Gravels of the Sierra Nevada / William J. Sinclair -- Pomo Indian Basketry / S.A. Barrett -- Shellmounds of the San Francisco Bay region / N.C. Nelson -- The Ellis Shellmound / N.C. Nelson --
8. A Mission record of the California Indians, from a manuscript in the Bancroft Library / A.L. Kroeber -- The Ethnography of the Cahuilla Indians / A.L. Kroeber -- The Religion of the Luiseno and Diegueno Indians of Southern California / Constance Goddard DuBois -- The Culture of the Luiseno Indians / Philip Stedman Sparkman -- Notes on Shoshonean Dialects of Southern California / A.L. Kroeber -- The Religious Practices of the Diegueno Indians / T.T. Waterman --
9. Yana Texts / Edward Sapir -- The Chumash and Costanoan Languages / A.L. Kroeber -- The Languages of the Coast of California North of San Francisco / A.L. Kroeber --
10. Phonetic Constituents of the Native Languages of California / A.L. Kroeber -- The Phonetic Elements of the Northern Paiute Language / T.T Waterman -- The Phonetic Elements of the Mohave Language / A.L. Kroeber -- The Ethnology of the Salinan Indians / J. Alden Mason -- Papago Verb Stems / Juan Dolores -- Notes on the Chilula Indians of Northwestern California / Pliny Earle Goddard -- Chilula Texts / Pliny Earle Goddard --
11. Elements of the Kato Language / Pliny Earle Goddard -- Phonetic Elements of the Diegueno Language / A.L. Kroeber -- Sarsi Texts / Pliny Earle Goddard -- Serian, Tequistlatecan, and Hokan / A.L. Kroeber -- Dichotomous Social Organization in Southern Central California / Edward Winslow Gifford -- The Delineation of the Day-Signs in Aztec manuscripts / T.T. Waterman -- The Mutsun Dialect of Costanoan Based on the Vocabulary of De La Cuesta / J. Alden Mason --
12. Composition of California Shellmounds / Edward Winslow Gifford -- California Place Names of Indian Origin / A.L. Kroeber -- Arapaho Dialects / A.L. Kroeber -- Miwok Moieties / Edward Winslow Gifford -- On Plotting the Inflections of the Voice / Cornelius B. Bradley -- Tubatulabal and Kawaiisu Kinship Terms / Edward Winslow Gifford -- Bandeliers Contribution to the Study of Ancient Mexican Social Organization / T.T. Waterman -- Miwok Myths / Edward Winslow Gifford -- California Kinship Terms / A.L. Kroeber -- Ceremonies of the Pomo Indians / S.A. Barrett -- Pomo Bear Doctors / S.A. Barrett --
13. The Position of Yana in the Hokan Stock / E. Sapir -- The Yana Indians / T.T. Waterman -- Yahi Archery / Saxton Pope -- Yana Terms of Relationship / Edward Sapir -- The Medical History of Ishi / Saxton. T. Pope -- The Fundamental Elements of Northern Yana / E. Sapir -- Functional Families of the Patwin / W.C. McKern -- Elements of Culture in Native California / A.L. Kroeber -- A Study of Bows and Arrows / Saxton T. Pope --
14. The Language of the Salinan Indians / J. Alden Mason -- Clans and Moieties in Southern California / Edward Winslow Gifford -- Ethnogeography and Archaeology of the Wiyot Territory / llewellyn L. Loud -- The Wintun Hesi Ceremony / S.A. Barrett -- The Genetic relationship of the North American Indian Languages / Paul Radin --
15. Ifagao Law / R.F. Barton -- Nabaloi Songs / C.R. Moss and A.L. Kroeber -- Nabaloi Law and Ritual / C.R. Moss -- Kankanay Ceremonies / C.R. Moss -- Ifugao Economics / R.F. Barton --
16. Myths of the Southern Miwok / Samuel Alfred Barrett -- The Matrilineal Complex / Robert H. Lowie -- The Linguistic Families of California / Roland B. Dixon and A.L. Kroeber -- Calendars of the Indians North of Mexico / Leona Cope -- Yurok Geography / T.T. Waterman -- The Cahuilla Indians / Lucille Hooper -- The Autobiography of a Winnebago Indian / Paul Radin --Yuma Tribes of the Lower Colorado / A.L. Kroeber --
17. The Sources of Authenticity and the History of the Ancient Mexicans / Paul Radin -- California Culture Provinces / A.L. Kroeber -- Winter and Summer Dance Series in Zuni in 1918 / Elsie C. Parsons -- Habitat of the Pitch Indians, A Wailiki Division / Pliny Earle Goddard -- Nabaloi Tales / C.R. Moss -- The Stege Mounds at Richmond, California / llewellyn L. Loud -- Archaic Culture Horizons in the Valley of Mexico / A.L. Kroeber --
18. California Kinship Terminologies / Edward Winslow Gifford -- Clear Lake Pomo Society / E.W. Gifford -- Miwok Cults / E.W. Gifford --
19. Wappo Texts (First Series) / Paul Radin -- Pomo Folkways / Edwin M. Loeb --
20. Notes on the Tillamook / Franz Boas -- Papago Nominal Stems / Juan Dolores -- Notes on the Southern Maidu / Paul-Louis Faye -- Pomo Doctors and Poisoners / L.S. Freeland -- Pomo Lands on Clear Lake / E.W. Gifford -- Habitat of the Wailaki / Pliny Earle Goddard -- Mound Excavations near Stockton / Phillip Mills Jones -- The History of Native Culture in California / A.L. Kroeber -- Cultural Connection of Californian and Plateau Shoshonean Tribes / Robert H. Lowie -- Patwin Houses / W.C. McKern -- Northern Paiute Language of Oregon / W.L. Marsden -- Preliminary Sketch of the Yaqui Language / John Alden Mason -- Plants Used in Basketry by the California Indians / Ruth Earl Merrill -- Northern Paiute Verbs / Gilbert Natches -- Text Analysis of Three Yana Dialects / Edward Sapir -- Southern Diegueno Customs / Leslie Spier -- Notes on Eight Papago Songs / E.G. Stricklen -- Yurok Affixes / T.T. Waterman --
21. The Uhle Collections from Chincha / A.L. Kroeber and William Duncan Strong -- Explorations at Chincha / Max Uhle -- The Uhle Pottery Collections from Ica / A.L. Kroeber and William Duncan Strong -- The Uhle Pottery Collections from Ancon / William Duncan Strong -- The Uhle Pottery Collections from Moche / A.L. Kroeber -- The Uhle Pottery Collections from Supe / A.L. Kroeber -- The Uhle Pottery Collections from Nieveria / A.H. Gayton --
22. Wiyot Grammer and Texts / Gladys A. Reichard -- Californian Anthropometry / E.W. Gifford -- Washo Texts / Grace Dangberg --
23. Archaeology of the Southern Joaquin Valley, California / E.W. Gifford and W. Egbert Schenck -- Historical Aboriginal Groups of the California Delta Region / W. Egbert Schenck -- The Emeryville Shellmound (Final Report) / W. Egbert Schenck -- Arrow Release Distributions / A.L. Kroeber -- Achomawi Geography / Fred B. Kniffen -- Pitch Accent in Hupa / Pliny Earle Goddard -- Notes on the Akwa ala Indians of Lower California / E.W. Gifford -- Pottery Making in the Southwest / E.W. Gifford -- Native Culture of the Southwest / A.L Kroeber -- Dental Pathology of Aboriginal California / R.W. Leigh --
24. The Uhle Pottery Collections from Nazca / A.H. Gayton and A.L. Kroeber -- Petroglyphs of California and Adjoining States / Julian H. Steward -- Yokuts and western Mono Pottery-Making / A.H. Gayton -- The Valley Nisenan / A.L. Kroeber -- The Bear River Dialect of Athapascan / Pliny Earle Goddard -- Peruvian Cumbrous Bowls / Isabel T. Kelly -- The Carvers Art of the Indians of Northwestern California / Isabel T. Kelly -- Yokuts-Mono Chiefs and Shamans / A.H. Gayton -- Yuki Basketry / Isabel T. Kelly --
25. Lovelock Cave / Llewellyn L. Loud and M.R. Harrington -- Mentawei Religious Cult / Edwin M. Loeb -- Tribal Initiations and Secret Societies / Edwin M. Loeb -- Archaeology of the Northern San Joaquin Valley / W. Egbert Schenck and Elmer J. Dawson. * 26. Aboriginal Society in Southern California / William Duncan Strong --
26. A Grammar of the Wappo Language / Paul Radin --
27. Chumash Prehistory / Ronald L. Olson -- Textile Periods in Ancient Peru / Lila M. ONeale and A.L Kroeber -- The Ghost Dance of 1870 in South-Central California / A.H. Gayton -- Ethnography of the Yuma Indians / C. Daryll Forde -- Wintu Myths / Cora Du Bois and Dorothy Demetracopoulou --
28. Archaeology of the Dalles-Deschutes Region / W. Duncan Strong, W. Egbert Schenck and Julian H. Steward -- A Crow Text, with Grammatical Notes / Robert H. Lowie -- The Southeastern Yavapai / E.W. Gifford -- The Patwin and their Neighbors / A.L. Kroeber --
29. Klamath Ethnography / Leslie Spier --
30. Mexican Kinship terms / Paul Radin -- The Northfolk Mono / E.W. Gifford -- Ethnography of the Surprise Valley Paiute / Isabel T. Kelly -- Quantitative Expression of Cultural Relationships / H.E. Driver and A.L. Kroeber -- The Cocopa / E.W. Gifford -- Ethnology of the Nisenan / Ralph L. Beals --
31. Yurok-Karok basket Weavers / Lila M. ONeale -- Primitive Concepts of Disease / Forrest E. Clements --
32. The Western Kuksu Cult / E.M. Loeb -- The Eastern Kuksu Cult / E.M. Loeb -- Ethnography of the Owens Valley Paiute / Julian H. Steward -- Clan and Moiety in Native America / Ronald L. Olson -- Two Paiute Autobiographies / Julian H. Steward --
33. Notes on the Somatology and Pathology of Ancient Egypt / R. Wood Leigh -- Tubatulabal Grammar / Charles F. Voegelin -- Tubatulabal Texts / Charles F. Voegelin -- Northeaster and Western Yavapai / E.W. Gifford -- Myths of the Owens Valley Paiute / Julian H. Steward --
34. Yurok Marriages / T.T. Waterman and A.L. Kroeber -- Yurok and Neighboring Kin Term Systems / A.L. Kroeber -- A Karuk World-Renewal Ceremony at Panaminik / Philip Drucker -- Karok Towns / A.L Kroeber -- Wiyot Towns / Gladys Ayer Nomland and A.L Kroeber -- The Kepel Fish Dam / T.T. Waterman and A.L. Kroeber -- Contributions to Alsea Ethnography / Philip Drucker -- The Hupa White Deerskin Dance / Walter R. Goldschmidt and Harold E. Driver -- Yurok Narratives / Robert Spott and A.L. Kroeber -- Observations of the Yurok: Childhood and World Image / Erik Homburger Erikson --
35. Wintu Ethnography / Cora Du Bois -- Sinkyone Notes / Gladys Ayer Nomland -- Wappo Ethnography / Harold E. Driver -- The Tolowa and Their Southwest Oregon Kin / Philip Drucker -- Ethnographic Notes on the Washo / Robert H. Lowie -- Pomo Geography / Fred B. Kniffen --
36. Culture Element Distributions I: The Structure of California Indian Culture / Stanislaus Klimek -- Culture Element Distributions II: Yana / E.W. Gifford and Stanislaus Klimek -- Culture Element Distributions III: Area and Climax / A.L. Kroeber -- Culture Element Distributions IV: Pomo / E.W. Gifford and A.L. Kroeber --
37. Cultural and Natural Areas of Native North America / A.L. Kroeber --
38. The Crow Language: Grammatical Sketch and Analyzed text / Robert H. Lowie -- Textile Periods in Ancient Peru II: Paracas, Caverns and the Grand Necropolis / Lila M. ONeale -- Concerning the Middle Chimu Style / Jorge C. Muelle -- Pre-Incaic Huamachuco: Survey and excavations in the Region of Huamachuco and Cajabamba / Theodore D. McCown --
39. Studies in Plains Indian Folklore / R.H. Lowie -- Notes on the Pomo Ethnogeography / Omer C. Stewart -- Washo-Northern Paiute Peyotism: A Study in Acculturation / Omer C. Stewart -- Textile Periods in Ancient Peru III: The Gauze Weaves / Lila M. ONeale and Bonnie Jean Clark -- The Quantitative Investigation of Indian Mounds, with Special Reference to the Relation of the Physical Components to the Probable Material Culture / S.F. Cook and A.E. Treganza -- The Fossilization of Human Bone: Calcium, Phosphate, and Carbonate / S.F. Cook -- The Physical Analysis of Nine Indian Mounds of the Lower Sacramento Valley / S.F. Cook and R.F. Hiezer -- Paracas Cavernas and Chavin / A.L. Kroeber --
40. The eastern Timbira / Curt Nimuendaju --
41. Ethnology of the Western Mixe / Ralph L. Beals -- Sierra Popoluca Folklore and Beliefs / George M. Foster -- Francis Drake and the California Indians / Robert F. Heizer -- Nomlaki Ethnography / Walter Goldschmidt --
42. Primitive Education in North America / George A. Pettitt -- Surface Archaeology Ixtlan del Rio, Nayarit / E.W. Gifford -- The Epidemic of 1830-1833 in California and Oregon / S.F. Cook -- Toward Definition of Nazca Style / A.L. Kroeber --
43. Archaeological Studies of Northeast Arizona: A Report on the Archaeological Work of Rainbow Bridge-Monument Valley Expedition / Ralph L. Beals, George W. Brainerd and Watson Smith -- Observations on Archaeological Sites in Topanga Canyon, California / Robert F. Heizer and Edwin M. Lemert -- The Hopi-Tewa of Arizona / Edward P. Dozier --
44. The Tukuna / Curt Nimuendaju --
45. Max Uhle, 1856-1944, A Memoir of the father of Peruvian Archaeology / John Howland Rowe -- A Ceramic Sequence for the Piura and Chira Coast, North Peru / Edward P. Lanning --
46. The Archaeology of Humboldt Cave, Churchill County, Nevada / Robert F. Heizer and Alex D. Krieger -- Ethnographic Interpretations 1-6 / A.L. Kroeber -- Ethnographic Interpretations 7-11 / A.L. Kroeber --
47. Ecology and Cultural Continuity as Contributing Factors in the Social Organization of the Plains Indians / Symmes C. Oliver -- Luiseno Social Organization / Raymond C. White -- Talea and Juquila, A Comparison of Zapotec Social Organization / Laura Nader -- Jicarilla Apache Political and Economic Structures / H. Clyde Wilson --
48. Mundurucu Religion / Robert F. Murphy -- Ecological Determinants of Aboriginal California Populations / Martin A. Baumhoff -- Archaeology of the Rose Spring Site, INY-372 / Edward P. Lanning --
49. The Paracas Pottery of Ica: A Study in Style and Time / Dorothy Menzel, John H. Rowe and Lawrence E. Dawson.